# Susanne Lundeng
Susanne Merethe Lundeng (Bodø, 18 augustus 1969) is een Noorse violiste. Zij ging vroeg in de leer bij Arvid Engegård.
Vanaf 1989 is zij een van de belangrijkste freelance musici die traditionele volksmuziek uit Nord-Norge uitdraagt. Lundeng heeft samengewerkt met andere musici zoals Halvdan Sivertsen en Sinikka Langeland. In de Midnight Sun Trio speelt zij samen met Knut Erik Sundquist (bass) en Arvid Engegård (viool), en in haar eigen band, de S.L. Band, hebben onder meer Bjørn Andor Drage (piano), Håvar Bendiksen (gitaar en accordeon), Trond-Viggo Solås (bass) en Arnfinn Bergrabb (percussie) deelgenomen.

## Uitgaven / publicaties
- 1991: Havella, slåtter (muziekstukken) van Nordland, solo, Heilo
- 1994: Drag, Kirkelig Kulturverksted
- 1996: Norske Turdansar II, frå Agder og Nord-Norge, Noorse traditionele dansen in samenwerking met Ånon Egeland, Heilo
- 1997: Ættesyn, deels eigen composities, deels volksmuziek van Nordland, Kirkelig Kulturverksted
- 2000: Vals til den røde fela, eigen composities, Kirkelig Kulturverksted
- 2004: Forunderlig Ferd, deels eigen werken, deels traditiegebonden materieel, Kirkelig Kulturverksted
- 2006: Nattevåk, eigen composities, Kirkelig Kulturverksted

## Prijzen
| - 1985: Het cultuurstipend van de gemeente Bodø - 1988: 1. plek in klasse B van de Landskappleiken in Bø i Telemark - 1990: Het cultuurstipend van de krant Nordlandsposten - 1992: De muziekprijs van Hilmar Alexandersen - 1992: De cultuurprijs van de provincie Nordland - 1992-'94: Stipendiaat bij het Ole Bull Academie, Voss - 1994-'96: Werkstipendium van de Noorse staat | - 1996: Ole Vig-prisen - 1996: De cultuurprijs van «Mackølets Venner» - 1997: De volksmuziekprijs van het fonds voor Norsk Folkemusikk - 2000: Draugen-prisen - 2000: Gammleng-prisen (open klasse) - 2004: De Europese volkskunstprijs (Alfred Töpfer Stiftung) - 2005: Nordlysprisen |